# Reinhard Lauck
Reinhard Lauck (n. 16 septembrie 1946, Sielow⁠(d), Cottbus, Zona de ocupație sovietică, Germania – d. 22 octombrie 1997, Berlin, Germania) a fost un fotbalist german, medaliat olimpic. A participat la o ediție a Jocurilor Olimpice (1976) în care a câștigat o medalie de aur.